# Temple de la Boissonnade

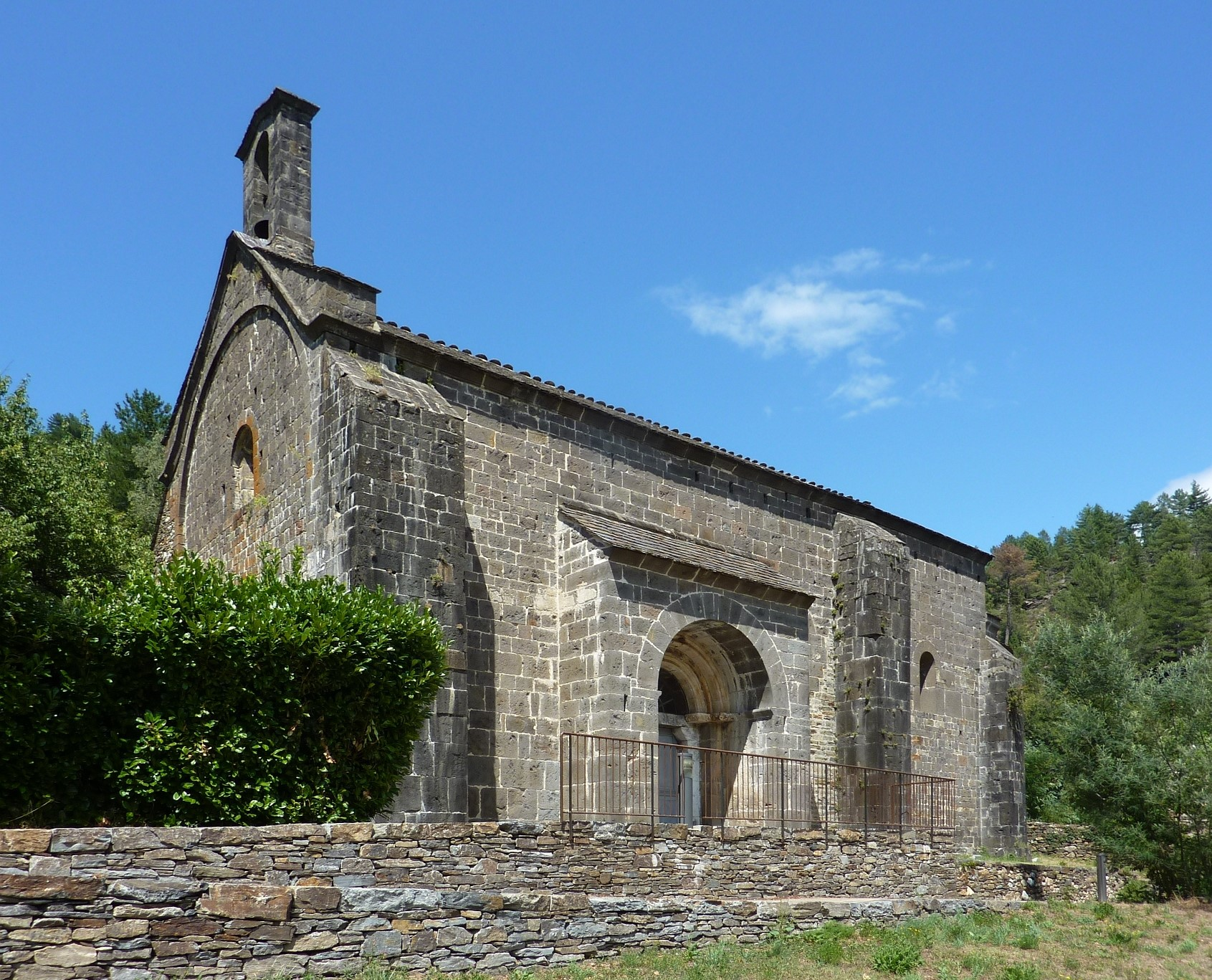
Temple de la Boissonnade

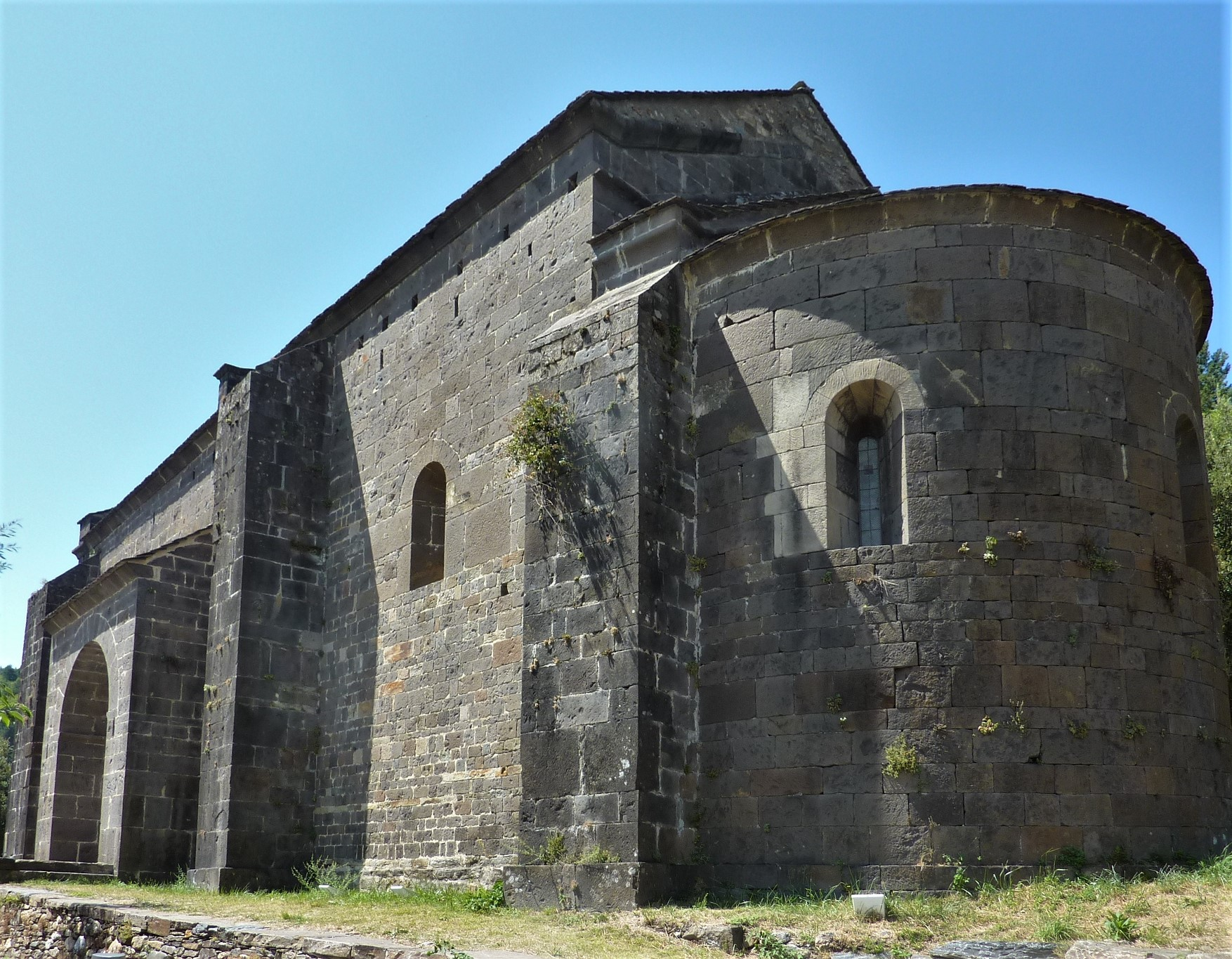
Blick zum Chor

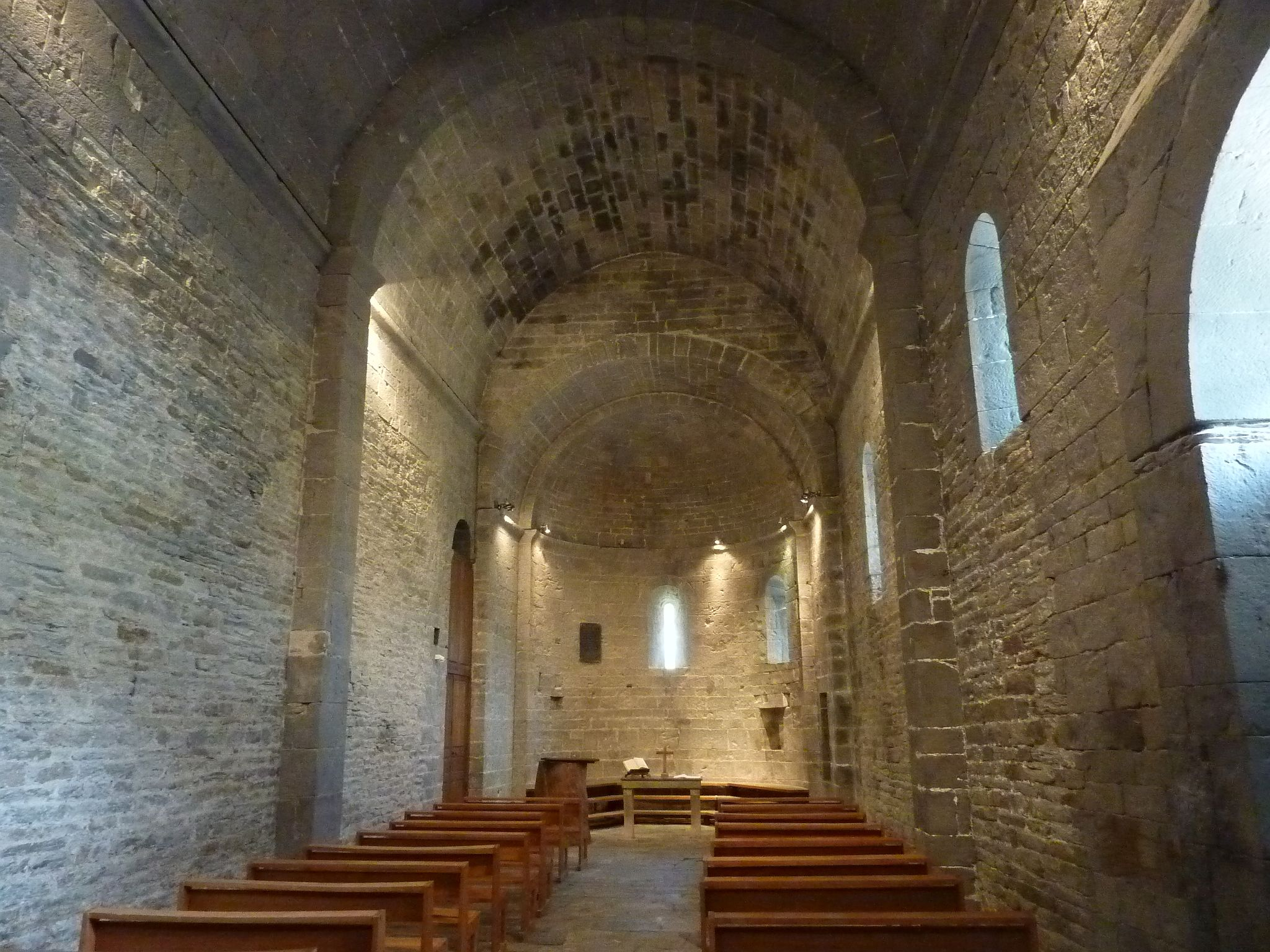
Inneres

Der Temple de la Boissonnade (auch: Notre-Dame-de-Valfrancesque) ist eine Kirche in der Gemeinde Moissac-Vallée-Française (Département Lozère) in Frankreich, das der Kirchengemeinde Eglise protestante unie des hautes vallées cévenoles innerhalb der Vereinigten Protestantischen Kirche Frankreichs gehört. Die Kirche ist seit 1929 Monument historique.

## Geschichte
Die ursprünglich „Unserer Lieben Frau von Valfrancesque“ geweihte Kirche wurde als Gotteshaus eines kleinen Priorats, das am Weg zu den Benediktinerabteien Saint-Gilles und Saint-Guilhem-le-Désert lag, im 12. Jahrhundert im romanischen Stil errichtet. Das Langhaus ist einschiffig und besteht aus drei Jochen und besitzt ein Tonnengewölbe. Im Osten schließt es mit einer Halbkreisapsis. 
Ab 1560 wurde in der Kirche protestantischer Gottesdienst abgehalten. Dieser Zustand wurde nach der Aufhebung des Edikts von Nantes nach Inbrandsetzen des Gebäudes 1702 beendet. Nach den Religionskriegen wurde die Kirche verkauft und gelangte 1823 erneut in den Besitz der Protestanten.